# Сланци (град)
Сланци (на руски: Сланцы) е град в Русия, административен център на Сланцевски район, Ленинградска област. Населението на града към 1 януари 2018 година е 32 508 души.